# Berchtholdt Ferenc
Berchtholdt Ferenc gróf (Nagyszombat, 1730. június 24. – Besztercebánya, 1793. augusztus 14.) besztercebányai püspök.

## Élete
A gimnáziumot szülővárosában, a bölcseletet Bécsben, a hittudományokat Rómában végezte. Egy ideig Csáky Miklós esztergomi érsek udvarában tartózkodott. 1753-ban szentelték pappá, 1754-től verebélyi plébános lett, majd 1758-ban kerületi alesperesből esztergomi kanonok, barsi főesperes, később érseki helyettes lett. 1761-ben pázmáneumi rektor volt Nagyszombatban. 1764-ben kapornaki választott apát, 1766-ban novii választott püspök, 1773-ben pozsonyi prépost lett. 1776. január 1.-jén besztercebányai első püspökké neveztetett ki.

## Művei
- Sermo habitus Neosolii die 28. oct. 1776. Posonii, 1776
- Tägliche Erinnerung des Todes. Neusohl, 1791
- Praxis juvandi ad bene moriendum. Neusohl, 1792

Kéziratban maradt négy munkáját fölsorolja Ipolyi, Schem. Histor. Dioec. Neos. 1876. 10. l.